# Хас-пуш (фільм, 1928)
«Хас-пуш» — вірменський радянський художній фільм 1928 року кінорежисера Амо Бек-Назаряна, знятий за мотивами оповідань Раффі і Вртанеса Папазяна «Хто носить шовк» і «Персія при Каджарах».

## Сюжет
Дія фільму відбувається в Ірані кінця XIX століття. Фільм розповідав про повстання хас-пушей — селян і ремісників, які зубожіли — проти англійських колонізаторів й шаха зі своїм оточення, які продалися іноземцям. Повстання починають купці і духівництво, які бояться іноземної конкуренції і які залучають до боротьби хас-пушей. Але незабаром купці і духівництво усуваються від боротьби, зрадницьки піддаючи народні маси розгрому шахськими катами.

## Актори
- Грачья Нарсесян — Рза
- М. Дулгарян — Фатіма
- Авет Восканян — голова поліції
- Тигран Айвазян — Хасан
- Амбарцум Хачанян — прем'єр-міністр
- Мкртич Джананян — Сеід